# Petalidium lucens
Petalidium lucens är en akantusväxtart som beskrevs av Anna Amelia Obermeyer. Petalidium lucens ingår i släktet Petalidium och familjen akantusväxter. Inga underarter finns listade i Catalogue of Life.